# Parco ornitologico del Teich

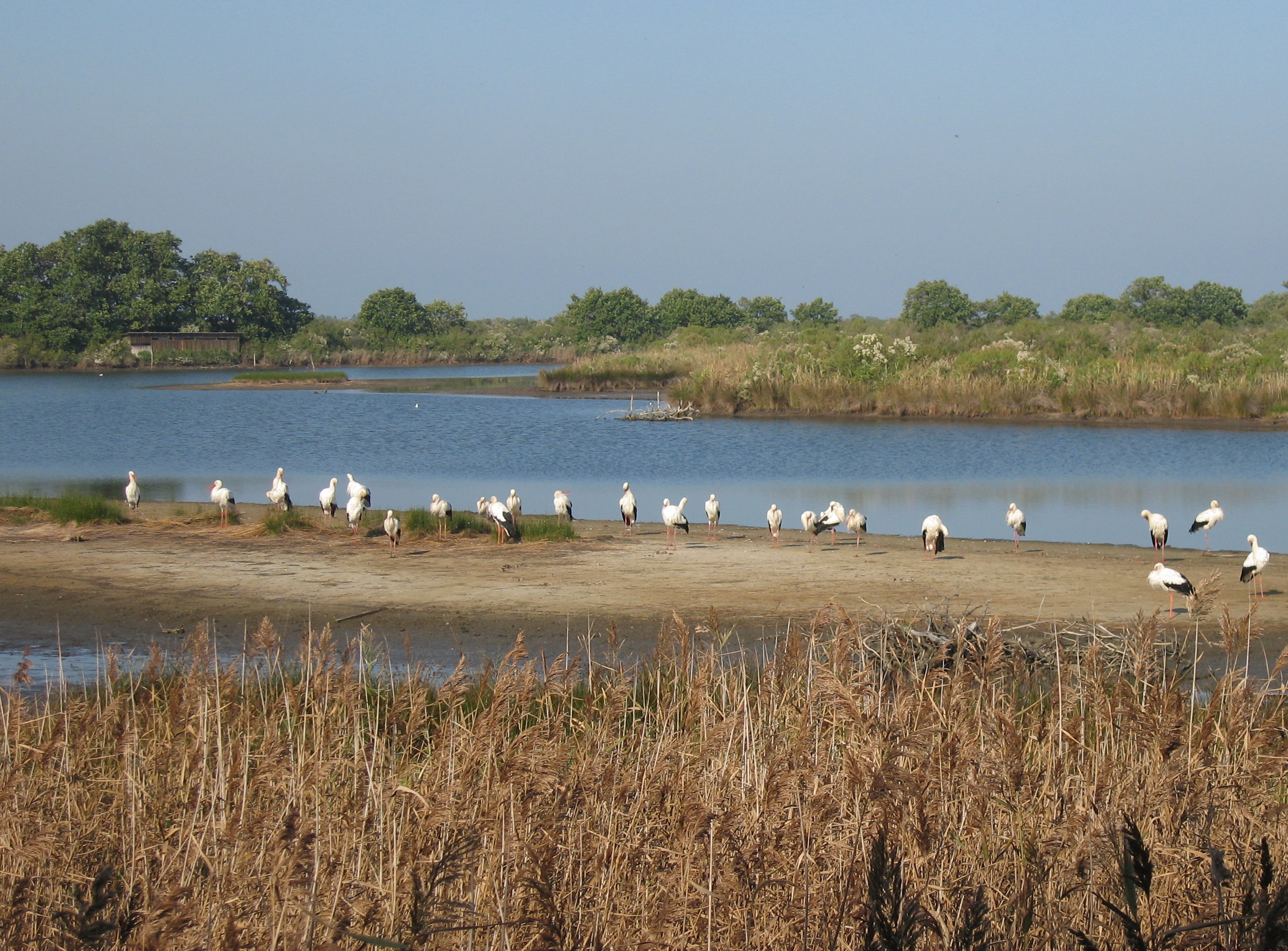
Cigogne bianche stanziali nel Parco ornitologico del Teich

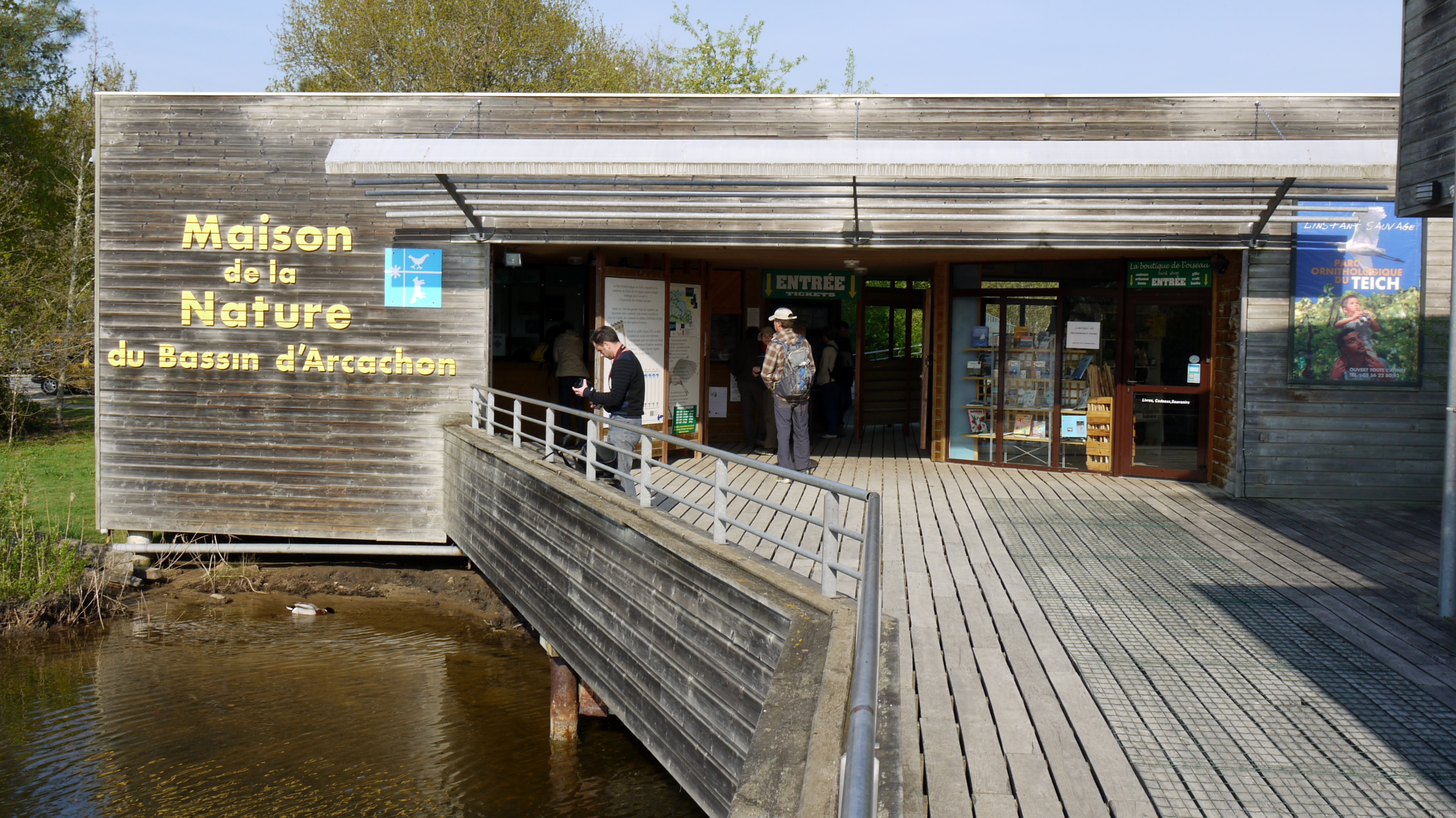
L'ingresso al parco

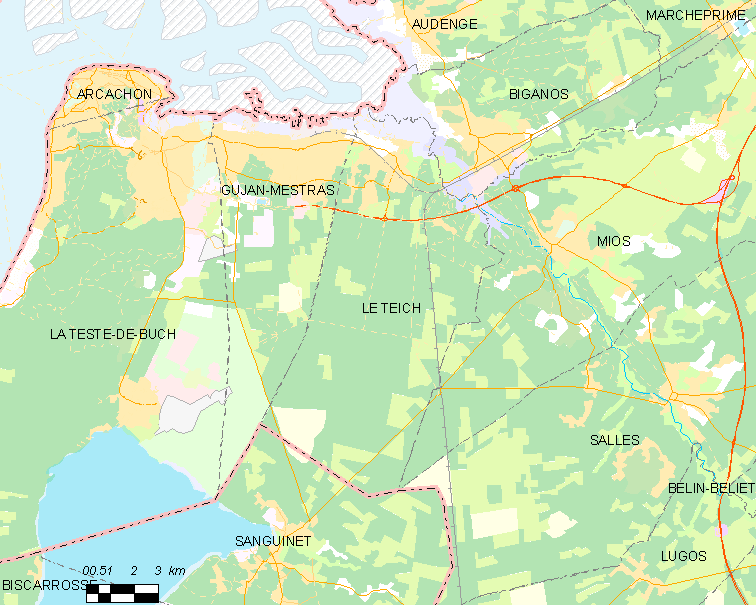
Cartina della zona del Teich

Il Parco ornitologico del Teich è uno spazio naturale di 120 ettari che accoglie uccelli selvatici e permette la loro osservazione al pubblico. Si trova presso il bacino di Arcachon, in Francia, nel comune del Teich. In occasione del quarantennale della sua istituzione ha cambiato il proprio nome e dal 1º gennaio 2013 è ufficialmente denominato Riserva ornitologica del Teich.

## Storia e descrizione
Il parco è continuo susseguirsi di paludi marittime, lagune, canneti, praterie e boschi situati nella zona sud-est del Bacino di Arcachon, presso il delta dell'Eyre. Predisposto su installazioni di piscicoltura create nel XVIII secolo, il parco è aperto al pubblico dal 1972 ed è gestito dal comune di Teich, con l'assistenza del Parco naturale della Landes di Guascogna. 
È stata inoltre allestita una fitta rete di canali artificiali, alimentati attraverso una serie di piccole chiuse che garantiscono sempre il livello ottimale d'acqua nelle zone umide.

## Gli uccelli
Il parco, sito sul tragitto degli uccelli migratori e vicino ad un bacino marittimo, è frequentato da circa 260 specie di uccelli delle quali 80 nidificano sul posto.
Esso confina dal lato di nordovest con la scarpata che delimita a sud lo specchio d'acqua del bacino di Arcachon. 
Il ritiro del mare nel passaggio fra alta e bassa marea lascia sul lato opposto della scarpata un gran numero di molluschi ed altri animaletti marini, che costituiscono un'inesauribile riserva di cibo per gli uccelli che nidificano o che semplicemente sostano (migratori) nel parco, i quali, per nutrirsi, fanno la spola fra i due versanti.
Gli uccelli migratori sono presenti in autunno ed in primavera. 
Vi si trovano popolazioni particolarmente numerose di cicogne bianche, garzette, aironi, come anche esemplari di specie più rare quali spatole bianche, volpoche, ecc.

## I percorsi
Il parco, il cui accesso è vietato ai cani, offre ai visitatori 3 percorsi, di diversa lunghezza, che si intersecano fra loro; il più lungo consiste in un anello di 4 km. Scaglionate opportunamente lungo questi percorsi vi sono 17 capanne-osservatorio in legno, dotate di panche e feritoie, che offrono al visitatore ottime possibilità di bird watching; quattro di queste sono sopraelevate rispetto al suolo.